# Pueblo banjar
Los banjareses ( Banjar: Galambang Banjar ) son un grupo étnico indígena originario de la región de Banjar (en particular, Banjarmasin, Banjarbaru, regencia de Banjar, etc.) en la provincia de Borneo Meridional, en Indonesia. Hoy en día, la diáspora banjaresa también se puede encontrar en las regiones vecinas de Banjar, incluyendo la regencia de Kotabaru, las regiones del sureste de Borneo Central, las regiones más al sur de Borneo Oriental y algunas provincias de Indonesia en general. La comunidad de la diáspora banjarense también se puede encontrar en los países vecinos de Indonesia, como Brunéi, Malasia (especialmente en Sabah y Perak ) y Singapur.

## Etimología
Etimológicamente, la palabra banjar deriva de la terminología en el dialecto janyawai del idioma ma'anyan, que tiene sus raíces en el idioma javanés antiguo. Inicialmente se usa para identificar a los ma'anyan, meratus dayak y ngaju que ya estaban "javanizados" cuando los javaneses llegaron a las regiones del sureste de Kalimantan (Borneo Meridional) para establecer su civilización. El término banjar (ꦧꦚ꧀ꦗꦂ) en sí mismo en idioma javanés es una forma corta del verbo mbanjarke (ꦩ꧀ꦧꦚ꧀ꦗꦂꦏꦺ), que significa literalmente "separar y reorganizar". Es sabido dentro de las comunidades de Kalimantan del Sur que el pueblo banjarés anteriormente formaba parte de la comunidad dayak, más grande.

## Historia
El pueblo proto-malayo emigró a Borneo en 2500 a. C. y fueron los antepasados del pueblo dayak . En 2500 a. C., los deutero malayos (pueblo malayo de la Edad del Hierro) emigraron a Borneo. La gente de Sumatra trajo su cultura a Borneo en el año 400 d. C. La fusión de las culturas vio el nacimiento del idioma alto banjar (Bahasa Banjar Hulu). Más tarde, en el año 520 d. C., el pueblo de Sumatra formó el reino budista de Tanjungpuri en la actual región de Tanjung, Tabalong.
En el siglo XIV, Empu Jatmika, migrando de Keling, Kediri construyó el reino hindú de Negara Dipa junto al río Tapin. Más tarde, este llegó a ser gobernado por la dinastía Rajasa de Majapahit. Fue el comienzo de los tribunales de estilo javanés en el sur de Kalimantan. Esta era hindú en Kalimantan del Sur siguió siendo un período influyente en la historia de Kalimantan del Sur. Negara Dipa fue sucedido por el Reino hindú de Negara Daha en el siglo XV.
Según la historia, el príncipe Samudera, heredero legítimo del reino de Negara Daha, se vio obligado a huir de la corte debido a la revuelta de su tío contra él. Fue aceptado por la gente de Bandar Masih (Bandar: puerto, Masih: pueblo malayo). Con el apoyo del sultanato de Demak, en Java, formó el nuevo reino islámico de Banjar en 1526, con Bandar Masih como capital. El nombre de Bandar Masih se cambió más tarde a su nombre actual deBanjarmasin.
Desde el siglo XIX, la migración de los banjareses llegó hasta la costa este de Sumatra y Malasia. En Malasia y Singapur, los banjareses se consideran como parte de la etnia malaya .

## Sub-etnias
El pueblo banjar se puede dividir en tres etnias según los lugares de asimilación entre los malayos, los dayak locales (dayak bukit, dayak ma'anyan, dayak lawangan, dayak ngaju, dayak barangas y bakumpai) y el pueblo javanés.
1. Los banjaneses pahuluan, que viven en los valles río arriba de las cadenas montañosas de Meratus .
2. Los banjar batang banyu, que viven en los valles junto al río Negara.
3. Los banjar kuala, que viven en Banjarmasin y Martapura.

## Idioma

Logotipo de la edición de Wikipedia en banjarés escrito en alfabeto árabe

El idioma nativo del pueblo banjarés es el idioma banjarés (Basa Banjar; Jaku Banjar ). Es una lengua austronesia predominantemente hablada en el sureste de Kalimantan. El idioma banjarés es el idioma de facto lingua franca para varias comunidades indígenas, especialmente en Kalimantan del Sur, así como Kalimantan Central (especialmente en las regencias de Seruyan  y Sukamara) y Kalimantan Oriental en general.

### Texto de ejemplo

#### Declaración Universal de los Derechos Humanos
Los siguientes textos son la Declaración Universal de Derechos Humanos en idioma banjarés junto con la declaración original en español.
| inglés | banjarés |
| --- | --- |
| declaración Universal de los Derechos Humanos | Pranyatan Hak Urang Barataan |
| Articulo 1 | Ujah 1 |
| Todos los seres humanos nacen libres e iguales en dignidad y derechos. Están dotados de razón y conciencia y deben comportarse unos con otros con espíritu de fraternidad. | Sagala urang hiput babar lik sapala awak barataan. Urang sanyaan dibari nugaraha baakal maigungakan, handak bakawalan nang mambawa sumangat sapaadingan. |

## Religión
La mayoría de los banjareses son seguidores del Islam. El Islam llegó por primera vez a la región de Kalimantan del Sur alrededor del siglo XV.

## Relaciones con los dayaks

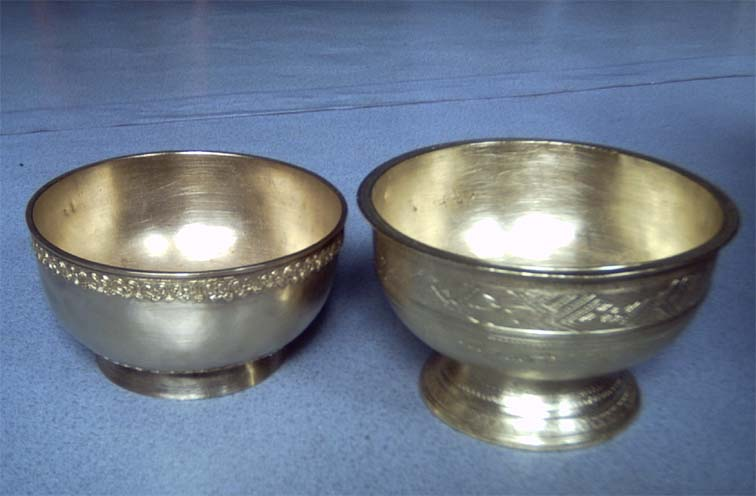
Sasanggan, un cuenco de bronce utilizado por los banjareses durante una ceremonia tradicional.

La relación entre los banjar y los dayaks como vecinos siempre ha sido buena. Algunos dayaks que se habían convertido al Islam también han asimilado la cultura banjar y se llaman a sí mismos banjar. Los dayak también piensan en los banjar como sus hermanos y hermanas. Esto se ve reforzado por el hecho de que hay muchos matrimonios mixtos entre los banjar y los dayak, incluso entre los miembros de la realeza. Por ejemplo, Biang Lawai, esposa de un rey banjar, era de la etnia dayak ngaju. Esto significa que los reyes y reinas banjareses tienen el linaje dayak en la sangre.
Según las leyendas de los dayak, ambos grupos son descendientes de hermanos de Datung Ayuh o Sandayuhan, que fue el antepasado de los meratus dayak, mientras que Bambang Basiwara o Intingan,  fueron los antepasados de los bajar. En las leyendas, Sandayuhan es fuerte y bueno en la lucha, mientras que Intingan tiene un físico más débil pero una mayor inteligencia. Esta relación se fortaleció cuando ambas etnias enfrentaron la colonización de los holandeses en el siglo XVIII. Algunos de los guerreros involucrados en la guerra de Banjar son de etnia Dayak o tienen linaje Dayak en su sangre.

## Otras lecturas
1. de Bruyn, WKHF; Bijdrage tot de kennis van de Afdeeling Hoeloe Soengai, ( Zuider a Ooster Afdeeling van Borneo ), 19--.
2. Broersma, R.;Handel en Bedrijf en Zuiz Oost Borneo, S'Gravenhage, G. Naeff, 1927.
3. Eisenberger, J.; Kroniek de Zuider en Ooster Afdeeling van Borneo, Bandjermasin, Drukkerij Lim Hwat Sing, 1936.
4. Bondan, AHK; Suluh Sedjarah Kalimantan, Padjar, Banjarmasin, 1953.
5. Ras, JJ; Hikajat Bandjar, Un estudio sobre histiografía malaya, NV de Ned. Boeken, Steen Drukkerij van het HL Smits S'Graven hage, 1968.
6. Heekeren, C. van.; Helen, Hazen en Honden Zuid Borneo 1942, Den Haag, 1969.
7. Riwut, Tjilik; Kalimantan Memanggil, Penerbit Endang, Yakarta.
8. Saleh, Idwar; Sejarah Daerah Tematis Zaman Kebangkitan Nasional (1900–1942) di Kalimantan Selatan, Depdikbud, Yakarta, 1986.

- Datos: Q2350149
- Multimedia: Banjar people / Q2350149